# Eredendő bűn

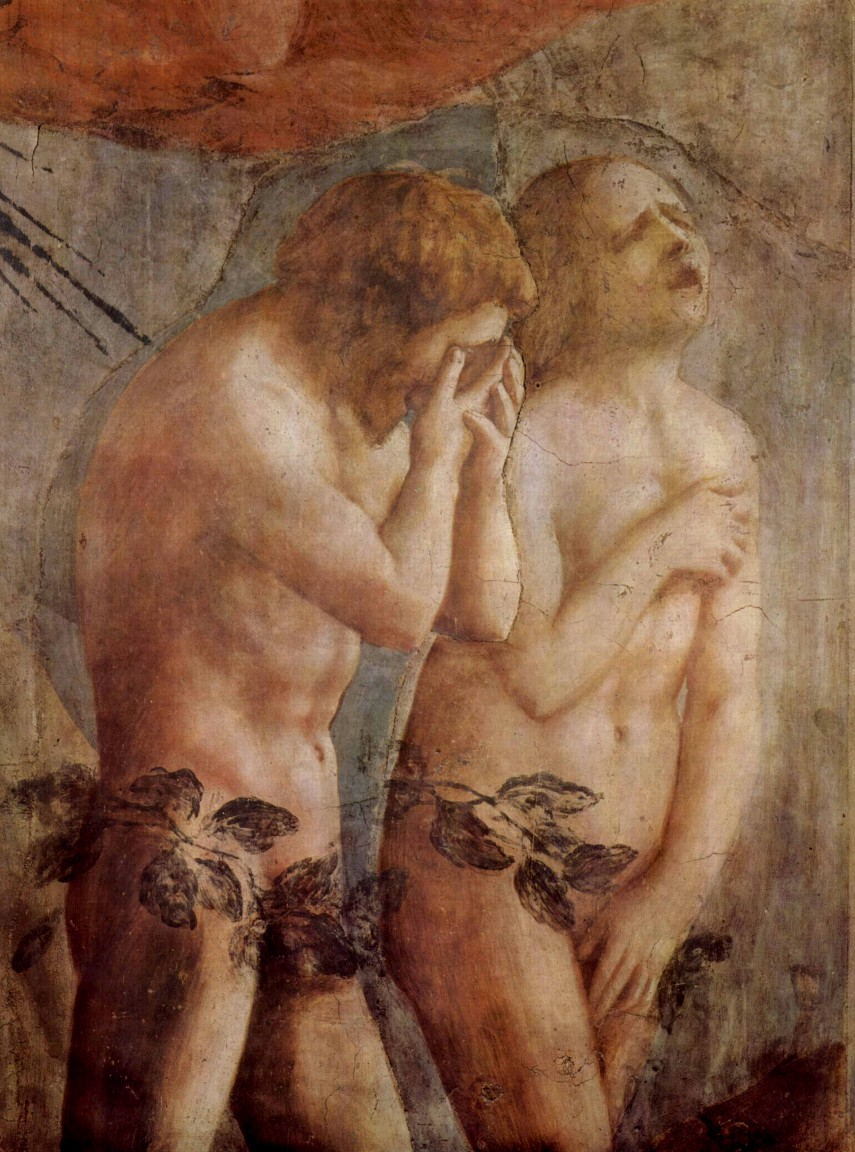
Masaccio: Ádám és Éva kiűzetése a paradicsomból (1426, részlet)

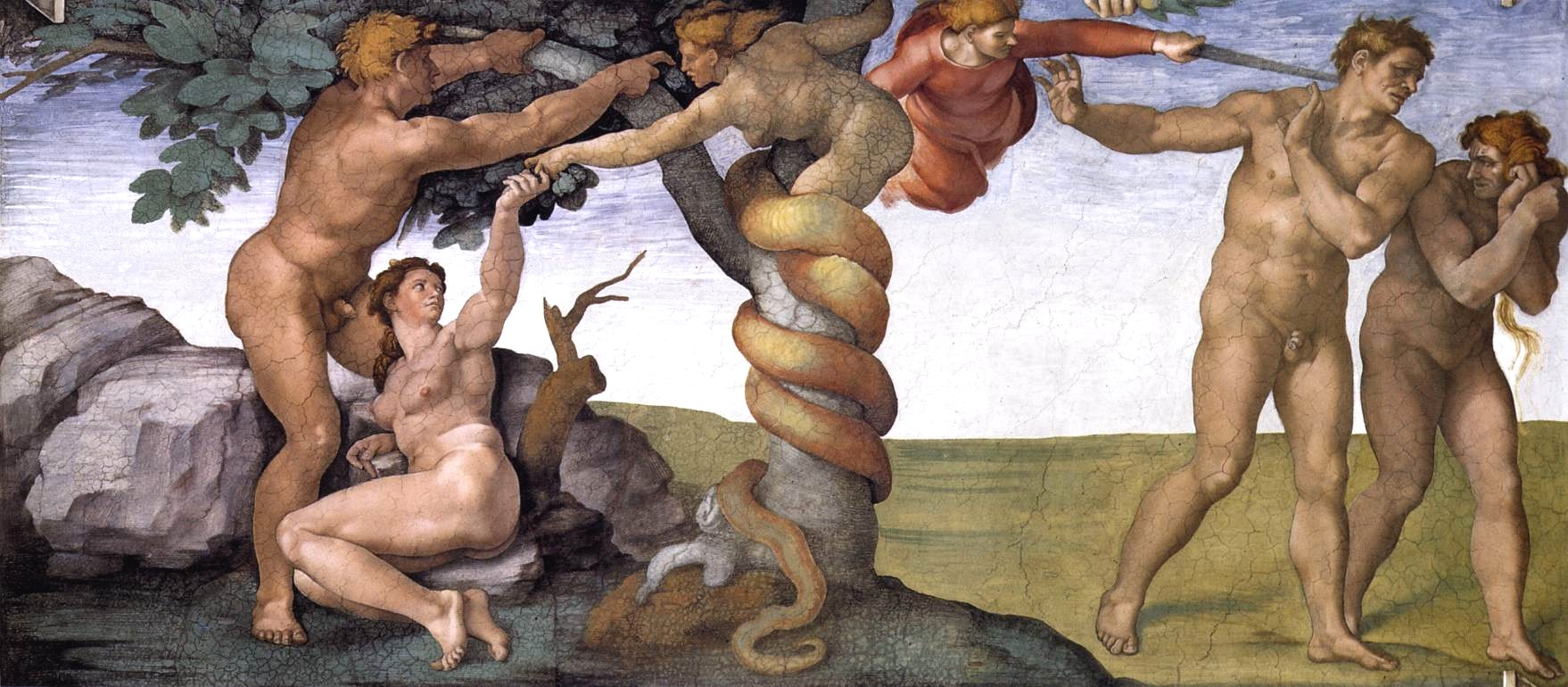
Ádám és Éva kiűzetése. Michelangelo: a Sixtus-kápolna mennyezetfreskója (1508–1512, részlet)

Az eredendő bűn (más néven eredeti bűn vagy a katolikus teológiában áteredő bűn) egy keresztény teológiai szakkifejezés, az első emberpárnak a bűne (→az ember bukása), mely mint kegyelem nélküli, bűnös állapot minden emberre átszáll. Az eredendő bűn konkrét tanát Iréneusz dolgozta ki a gnoszticizmus elleni 2. századi küzdelemben és jelentős hatással volt rá Hippói Ágoston munkássága, aki elsőként használta az „eredendő bűn” kifejezést is.
Az eredendő bűn (a kifejezést a reformátusok használják) az eredendő bűnben születés kifejezés nem azt jelenti, hogy az újszülött valamilyen bűnt követett volna el, hanem azt jelenti, hogy a látszólagos ártatlansága ellenére nem ártatlan, eleve bűnösnek minősül, a megszületésekor nem ismeri a teremtőjét, (így nem tud az Istenbe vetett hite által megigazulni sem) nem tud a saját teremtett mivoltáról, teremtett eredetéről.
Egy katolikus teológus megfogalmazása szerint: az áteredő bűn nem személyes bűn, nem cselekvés, hanem állapot, baj, amelyért személyesen nem vagyunk felelősek; és nem is a biológiai nemzéssel ered át minden emberre, hanem inkább azt a szituációt, azt a környezetet jellemzi, amelybe beleszületünk e világban.
A paradicsomi bűnbeesés azt jelenti, hogy Ádám és Éva megszegve a Teremtő tiltó parancsát, ettek a jó és rossz tudásának fájáról, azaz inkább hallgattak a kígyó formájában megjelenő Sátánra, mint a Teremtőjük tilalmára, és ezzel elfordultak Istentől, azaz bűnbe estek.
Az első emberpár bűnbe esése azért okozza minden leszármazottjuk eredendő bűnben születését, mert az első emberpár kiűzetett a paradicsomból, hogy ne tudjanak az örök élet fájáról is enni. A paradicsomon kívül azonban nincs meg a paradicsomi harmónia az ember és a Teremtője között, hanem például az újszülött eleve nem is tud a teremtettségéről, azaz szakszóval, eredendő bűnben születik.
Az ember és a Teremtője kapcsolata egy hívő életének alapkérdése. Ez nem elvont, a hétköznapoktól függetleníthető kérdés. Sőt, éppen ellenkezőleg, a Teremtő a teremtett világ lelkiismeretes használatát és a teremtett emberek közti testvéries viszonyt kívánja meg a teremtett embertől, nagy általánosságban. A konkrétumok vallásonként és felekezetenként valamennyire eltérnek.

## Az eredendő bűn a Bibliában

### Ószövetség
Az Ószövetség beszél az első emberpár bűnéről (Ter 2,8-3,24), amelynek következménye a paradicsomi állapot (ősállapot) elvesztése és Isten büntetése lett. A bűnbeesést elbeszélő történet a bibliakritikusok szerint nem szó szerint veendő, dokumentarista esemény-leírás, hanem ún. etiológiai, vagyis okkereső történet, amely a jelen üdvrendi állapotot egy korábbi, régen történt eseménnyel mint okkal magyarázza.
Az ószövetségi vallásosságnak is megvolt ugyanis az a problémája, hogy amit Isten teremtett, az mind jó, akkor miért van mégis a rossz a világban? A rossz magyarázata a Biblia szerint az, hogy az első ember bűnével visszautasította azt a kegyelmi rendet, amelyet Isten fölkínált neki és utódainak. Az ószövetségi szent könyvek és a zsidó teológusok azonban az ősszülők bűnét még nem úgy értelmezték, hogy az átterjed az utódokra is. Csak a Sir 25,24 és a Bölcs 2,23 beszél arról, hogy a halál az ősszülők bűnének következménye. A Szentírás a halálon egyúttal a lelki halált is érti. Különben az Ószövetség úgy látja az életet, hogy az emberek mindenütt vétkeznek és magukban hordozzák a bűnre vivő hajlamot (Ter 8,21; Jób 14,4; Zsolt 51,7). A Biblián kívüli irodalom is azt vallja, hogy a halál és a szenvedés valamiképpen kapcsolatos az ember bűnével (pl. Prométheusz-monda), de azt nem állítja, hogy maga a bűnös állapot is átszáll. Philón és a rabbik azt tartották, hogy a bűn lehetősége konkrétan hozzátartozik az emberhez. Hasonló a vélekedés a kumráni iratokban is.

#### Az első bűn
A Biblia szerint az embert Isten teremtette saját képére és hasonlatosságára, férfivá és nővé, jónak és igaznak. Isten az embert a föld porából formálta, és az élet szellemét (ruach) lehelte belé. Így lett az ember élő lélekké (nefes), akinek teste, lelke és szelleme van. Bölcsességgel és hatalommal ruházta föl, és az érzékelhető világban mindent uralma alá vetett. Alkalmassá tette arra, hogy vele, mint Teremtőjével közösségben, az ő dicsőségére éljen. Szabadságot ajándékozott neki, hogy önként utasíthassa el magától a gonoszt és önként választhassa a jót. Az ember fő feladata volt Isten dicsérete, imádata és uralmának kiterjesztése az egész földön. Isten egy Igét adott Ádámnak, amelynek megtartása biztosította az ember számára az Istennel való harmonikus közösséget és a Sátánnal szembeni védettséget.
Az ember azonban a Sátán kísértésének engedve vétkezett teremtője ellen – „képi” megfogalmazásban Ádám és Éva ettek a tiltott gyümölcsből –, engedetlen lett Isten Igéjének, aminek eredményeként kiesett Isten tökéletes akaratából. A bűnbeesés után Ádám és Éva az Éden kertjén kívül, Isten nélkül kezdett élni, aminek végeredménye az lett, hogy a bűn elterjedt az egész földön.

### Újszövetség
Az Újszövetségben az ősszülők bűnére történik ugyan utalás (Jn 8,44; Mk 10,58), de nem úgy, hogy az első bűn egy általános bűnös állapot oka lenne. Pál apostol viszont világosan kifejti, hogy a halál az első ember bűnének következménye (1Kor 15,21), és azt is, hogy az első ember vétke által mindnyájan bűnösök lettünk. A tridenti zsinat a hagyomány alapján a Róm 5,12 skk-t úgy értelmezte, hogy abban az apostol valóban a bűnös állapot átörökléséről beszél. A 12. vers mellékmondatáról szoktak vitázni, hogy az ef ho kötőszót hogyan kell fordítani: "mert mindnyájan vétkeztek", vagy "akiben mindnyájan vétkeztek", de az összefüggés sokak szerint nem kétséges. Az Ádám-Krisztus párhuzam ugyanis azt fejezi ki, hogy amint Ádám a bűne által az egész emberiségre halált hozott, úgy Krisztus a megváltás által a megigazulást és az életet hozta. A mózesi törvények között voltak olyanok, amelyek áthágásáért halál járt, de az apostol arra hivatkozik, hogy az emberek meghaltak a mózesi törvény előtt is, olyanok is, akik nem követtek el személyes bűnt (pl. a gyermekek). A 19. vers kifejezetten állítja, hogy miként „egy embernek engedetlensége miatt mindnyájan bűnössé váltak, egynek (Krisztusnak) engedelmességéért meg is igazultak”. Az ember tehát Ádám bűnével a valódi bűn helyzetébe került, és ezt a helyzetet csak a krisztusi megváltás, a valódi megigazulás változtatta meg.

## Az eredendő bűn az egyházatyák teológiájában
Az egyházatyák közül először Szardeszi Meliton és Szent Ireneus említik ezt az állapotot, mint az ősszülőktől kapott örökséget. Tertullianus a „vitium originis” nevet adja neki, Hippói Szent Ágoston pedig a pelagiánusokkal szemben „peccatum originale”-ról beszél. A görög teológia Nagy Szent Vazul kifejezésével propatorikon hamartema-nak, ‘apai bűnnek’ mondja. Az eredendő bűn tényét az egyházi hagyomány a Római levél alapján mindig vallotta (Róm 5,12-21). Szent Ciprián a gyermekkeresztség gyakorlatát hozza érvül mellette, és ugyanezt teszi Szent Ágoston is. A pelagiánus nézetet az egyház hivatalosan el is ítélte. Ők ugyanis azt vallották, hogy Ádám csak rossz példát adott, és ennyiben ártott utódainak. Szent Ágoston megkísérelte, hogy az eredendő bűn lényegét is meghatározza, vagyis azt, ami minden emberre átszáll és bűnössé tesz. Úgy gondolta, hogy ezt a bűnre vivő hajlamban, a concupiscentiában találjuk meg. De ezen ő nemcsak az ösztönös erőket és az értelmi belátás elleni lázadásukat értette, hanem az Istentől való elfordulást is. Ezt az utóbbit a keresztség eltörli, a rendetlen hajlamok viszont megmaradnak (Contra Julianum, II,3,5; De peccatorum meritis II,4). Canterburyi Szent Anzelm annyiban tökéletesítette ezt a nézetet, hogy az eredendő bűn lényegét annak a kezdeti kegyelmi épségnek a hiányában látta, amelynek bennünk kellene lennie, és amelyet a keresztség ad vissza. Aquinói Szent Tamás az eredeti épséget egynek vette a kegyelemmel. Szerinte az eredendő bűn formális eleme a kegyelem hiánya, míg materiális eleme a concupiscentia (STh I-II,82,3).

## Az áteredő bűn a katolikus teológiában
Dogmatikailag az áteredő bűnt az egész teológiai antropológia keretében kell nézni. Az első ember Isten akaratából az egész emberiséget képviselte. A paradicsomi állapot annak kifejezése, hogy ott az ember nem csupán a tiszta természetes állapotában élt, hanem Isten gyermekévé fogadta a kegyelem által, és külön adományban is részesítette: mentes volt a testi haláltól és természetének belső rendezetlenségétől, vagyis a bűnre vivő hajlamtól (concupiscentia). A kegyelmi rendet úgy kapta, hogy azt át kellett volna adnia utódainak. Mindezt azért állíthatjuk, mert az Újszövetség azt hirdeti, hogy Krisztus visszaszerezte az emberiségnek mindazt, amit Ádámban elvesztett. Az első ember kegyelmi épségének (justitia originalis) állapota tehát a kegyelem titka volt, és így az áteredő bűn állapotában is benne van a titok. Ádám bűnével az ember nem a tiszta természetes állapotába süllyedt vissza, hanem az alá, a bűn állapotába, mert születésétől kezdve mindenkiben hiányzik az a kegyelmi állapot, amelynek Isten akaratából ott kellene lennie. A teológusok állandóan használják azt a hasonlatot, hogy más a helyzete annak, aki eredetileg ruhátlan, és más azé, akit megfosztottak ruhájától.
Még nehezebb megmagyarázni azt, hogy igazában hol van a bűnös jelleg és a felelősség az áteredő bűnben mint állapotban. Ez a bűn ugyanis úgy van Ádám utódaiban mint a kegyelem hiányának állapota, nem pedig úgy, mint személyes tett. Bár Órigenész úgy magyarázta mint személyes tettet, de pl. Cyprianus és Hippói Szent Ágostonazt a terminológiát használták, hogy az áteredő bűn mindenkinek saját benső bűnös állapota. Bűnös jellege az ősszülők tettében és akaratában gyökerezik, amennyiben mindnyájunkat képviseltek. A bűnös állapot átöröklését nem elég Ádám bűnének valamilyen erkölcsi beszámításával magyarázni. Ambrosius Catharinus véleménye ezen a téren befolyásolta De Lugót, Suárezt és Scheebent is: az átöröklés az első emberrel való természetes összetartozáson alapszik (Ef 2,3; Róm 5,12; 1Kor 15,22), és így maga a bűn az emberi nembe való beleszületéssel terjed, nem utánzással.
Az áteredő bűn hatását és következményeit Ágoston még úgy magyarázta, hogy az emberiség a kárhozat martaléka lett általa (Ep 186,6.16). A középkori teológia arról beszélt, hogy az ember természetes adottságaiban megsebesült és a természetfölötti adományokat elveszítette (vulneratus in naturalibus, spoliatus gratuitis). Duns Scotus megfogalmazása szerint az áteredő bűn magát a természetet nem változtatta meg, hanem csak a természetfölötti adományoktól fosztotta meg. Így a concupiscentia is csak következménye az áteredő bűnnek, nem anyagi eleme.
A középkori tanítás alapján a tridenti zsinat az örök élet elnyerése érdekében szükségesnek mondja a keresztséget az áteredő bűn eltörlésére, és ezen az alapon védi meg a gyermekkeresztség jogosságát is. Ágostonnal szemben ma általános a vélemény, hogy a csupán áteredő bűnnel meghalt gyermekekre nem vár az a kárhozat, ami a személyes bűnök büntetése. Biztos, hogy ezek a gyermekek is megtapasztalják valamiképpen a megváltást és Isten irgalmát. Még nehezebb az áteredő bűnnek a földi életre vonatkozó hatását körvonalazni. A II. orange-i és a tridenti zsinaton kijelentették, hogy az ember testileg és lelkileg rosszabb állapotba került (értelme elhomályosult, akarata rosszra hajló lett, emlékezete meggyöngült). Ezt úgy kell érteni, hogy az embernek megmaradt a képessége Isten és a természettörvény megismerésére, illetve a természet-törvény teljesítésére. A szellemi és ösztönös összetettségből fakadó rendezetlenség azonban mindkettőt gyöngítheti, ezért a kegyelem megvilágosítására és erősítésére szükségünk van még a természet-törvény kitartó megvalósításában is. A halál mai formája és a természet belső rendezetlensége szintén az áteredő bűn következménye, de csak abban az értelemben, hogy az ember elvesztette azt a kegyelmi kiváltságot, amelyet a kezdeti épség állapotában kapott. Önmagában a halál és az ösztönös kívánságok az ember természetéhez tartoznak. Csak annyiban számítanak büntetésnek, amennyiben az ember a bűnével elutasította a természetfölötti kiváltságot. Végeredményben tehát az áteredő bűnnel nem az a helyzet, hogy Isten az utódokat bünteti az ősszülők bűnéért, hanem az, hogy az ember visszaesett a rideg természet rendjébe, mert az ősszülők bűnükkel ezt választották a kegyelmi kiváltság helyett. Ez a visszaesés Isten akarata ellen szól, és ebből adódik az egész állapot bűn jellege. A megváltás visszaszerezte a kegyelmet, a küzdelmes életért kapjuk az örök jutalmat és a végleges boldogságot.
A tridenti zsinat utáni katolikus teológusok többsége szintén ezt a nézetet vallotta az áteredő bűnről.
Külsőleg a Szentírás elbeszélése olyan, hogy az áteredő bűn dogmája föltételezni látszik a monogenizmust, az egy őstől való származást. Ma, amikor a természettudomány fölveti a poligenizmus kérdését, ki kell térni arra is, hogy a tridenti zsinat az áteredő bűn dogmájával együtt a monogenizmust is definiálta-e? Általános vélemény az, hogy nem, hiszen akkor ez a probléma ismeretlen volt. Az Ádám-Krisztus párhuzam a Szentírásban a képviseletet hangsúlyozza elsősorban, nem a biológiai leszármazást. Ádám neve a Szentírásban jelenti az egyedi, első embert is, és az embert, a fajt is.

## Az eredendő bűn az ortodox kereszténységben
Az ortodox egyházak az eredendő bűnt elvetik. Teológusaik többségének az a véleménye, hogy Isten bűn nélkül valónak teremtette Ádámot, és megadta neki a végtelen tökéletesedés lehetőségét. Nem a megvalósult, hanem a megvalósítandó tökéletesség állapotában volt. Mivel szabad akaratából vétett Isten törvénye ellen, megszakította magában a tökéletesedés folyamatát. Vétke miatt Isten képe eltorzult benne, de el nem tűnt. Rossz természetét átörökítette ugyan leszármazottaira, ám azok nem részesei az ő személyes vétkének. Ezért vallja, hogy Ádám bűne minden emberre átszármazik. Azonban nem dolgozta ki egészen világosan a bűn és büntetés pontos megkülönböztetését, és a bűn átszármaztatásának mikéntjét. Az ortodox teológia tehát nem ítél az áteredő bűnről túl szigorúan, mondván, az embernek megadatott a szabad akarat, hogy válasszon jó és rossz között. Képes választani és tenni a jót, ha nagy erőfeszítésekkel lelki közösségre lép Krisztussal, és elnyeri Isten kegyelmét. A szabad akarat érvényesítésére a csecsemő még nem képes, ezért a meg nem keresztelt gyermek nincs megfosztva a teljes üdvösségtől.

## Az eredendő bűn a protestantizmusban
A katolikus és református nézetkülönbség egy fordításon alapszik. Pál apostol Levél a Rómaikhozban a reformátusok a görög fordítást, a katolikusok a Vulgata fordítására hivatkoznak. A szöveg: 

„Amint tehát egy ember által lépett a világba a bűn, majd a bűn folyományaként a halál, és így a halál minden embernek osztályrésze lett, mert (görög) / akiben vagy amiben (Vulgata) mindannyian bűnbe estek. (Róm 5.12)”

Emiatt a protestánsok tagadják a bűn átöröklését, és csak a büntetés átöröklését vallják.
Luther és Kálvin tanításában az eredendő bűn az emberi természet megromlását jelenti. Benne van a concupiscentia - a bűn azonosítása az Isten elleni lázadásra ingerlő kívánságokkal -, az értelem elhomályosodása, továbbá a szabadság és az Isten iránti bizalom elvesztése, és ezeket a veszteségeket a keresztség sem pótolhatja. A megigazulás abban áll, hogy Isten a hívő embernek nem számítja be a bűnt. A tridenti zsinaton a katolikus egyház elvetette ezt a nézetet. A katolikus janzenisták azonban később Lutheréhez és Kálvinéhoz hasonló tanítást fogalmaztak meg.

## Evangélizmus
Az ember saját egzisztenciája kiépítése közben megfeledkezik, szükségképpen elidegenedik saját lényegétől. Készek az emberek az elidegenedésre, ebben áll eredetünk bűne, és ez annyira sajátunk, hogy kegyelem nélkül nem tehetünk ellene semmit sem. (Paul Tillich).